# Tmesisternus costulatus
Tmesisternus costulatus là một loài bọ cánh cứng trong họ Cerambycidae.